# Tristemma acuminatum
Tristemma acuminatum är en tvåhjärtbladig växtart som beskrevs av Abílio Fernandes och Rosette Mercedes Saraiva Batarda Fernandes. Tristemma acuminatum ingår i släktet Tristemma och familjen Melastomataceae. Inga underarter finns listade i Catalogue of Life.